# 福岡県道603号原田停車場津古線
福岡県道603号原田停車場津古線（ふくおかけんどう603ごう はるだていしゃじょうつこせん）は、福岡県筑紫野市から小郡市に至る一般県道である。

## 概要
筑紫野市原田6丁目から小郡市津古に至る。JR九州鹿児島本線、国道3号（旧道および筑紫野バイパス）、西鉄天神大牟田線の間を接続する。終点近くで福岡県道88号久留米小郡線バイパスである跨線橋に直結し、その側道を線路に突き当たった地点が終点である。

### 路線データ
- 起点：福岡県筑紫野市原田6丁目（JR九州鹿児島本線 原田駅前）
- 終点：福岡県小郡市津古（津古三差路交差点、福岡県道53号久留米筑紫野線旧道交点、福岡県道88号久留米小郡線終点）

## 路線状況

### 道路施設

#### 橋梁
- 原田橋（宝珠川、筑紫野市）
- 境橋（宝珠川、筑紫野市）
- 大森橋（宝珠川、小郡市）

## 地理

### 通過する自治体
- 福岡県
  - 筑紫野市 - 小郡市

### 交差する道路
| 交差する道路                                               | 市町村名 | 交差する場所 | 交差する場所            |
| ---------------------------------------------------------- | -------- | ------------ | ----------------------- |
| 国道3号 / 筑紫野バイパス                                   | 筑紫野市 | 原田4丁目    | 原田本町西交差点        |
| 福岡県道88号久留米小郡線 / バイパス                        | 小郡市   | 津古         |                         |
| 福岡県道53号久留米筑紫野線 / 旧道 福岡県道88号久留米小郡線 | 小郡市   | 津古         | 津古三差路交差点 / 終点 |

### 沿線
- JR九州鹿児島本線 原田駅
- 五郎山古墳
- 原田郵便局
- 宝珠川（原田橋、境橋、大森橋）
- 小郡津古簡易郵便局
- 西鉄天神大牟田線 津古駅